# Auguste Cavadini
Auguste Baptiste Cavadini, né le 21 juillet 1865 à Morbio Inferiore (Suisse) et mort le 18 septembre 1922 à Paris, est un tireur français. Il a notamment participé aux épreuves de tir aux Jeux olympiques d'été de 1900 à Paris et remporté une médaille de bronze.

## Palmarès

### Jeux olympiques
- Jeux olympiques d'été de 1900 à Paris (France) :
  -  Médaille de bronze en carabine libre par équipes.

### Championnats du monde
- Championnats du monde de tir 1897 à Lyon (France) :
  -  Médaille de bronze en carabine 300 mètres 3 positions par équipes.
- Championnats du monde de tir 1898 à Turin (Italie) :
  -  Médaille d'or en carabine 300 mètres 3 positions par équipes.
  -  Médaille de bronze en carabine 300 mètres debout.
- Championnats du monde de tir 1900 à Paris (France) :
  -  Médaille de bronze en carabine 300 mètres 3 positions par équipes.
- Championnats du monde de tir 1901 à Lucerne (Suisse) :
  -  Médaille de bronze en carabine 300 mètres 3 positions par équipes.
- Championnats du monde de tir 1902 à Paris (France) :
  -  Médaille de bronze en carabine 300 mètres couché.
  -  Médaille de bronze en carabine 300 mètres 3 positions par équipes.